# Томе Арсовски
Томе Арсовски (Косовска Митровица, 23. септембар 1928 – Скопље, 22. април 2007) је био македонски пјесник, писац кратких прича, романописац, драматург, преводилац. Дипломирао на Филолошком факултету у Скопљу. Радио је више од 30 година као драматург на Македонској радио-телевизији. Био је предсједник Удружења књижевника Македоније. Био је члан је Удружења књижевника Македоније од 1959. године, а у једном мандату био је и предсједник Удружења књижевника Македоније.

## Награде
- 11. октобар
- 13. новембар (за животно дјело)
- Златно перо
- Кочо Рацин (Културно-просветне заједнице Македоније и Агенције за ауторска права Македоније)
- „Климент Охридски“[3]